# Idalus ortus
Idalus ortus là một loài bướm đêm thuộc phân họ Arctiinae, họ Erebidae.